# 鲍伊州立大学車站

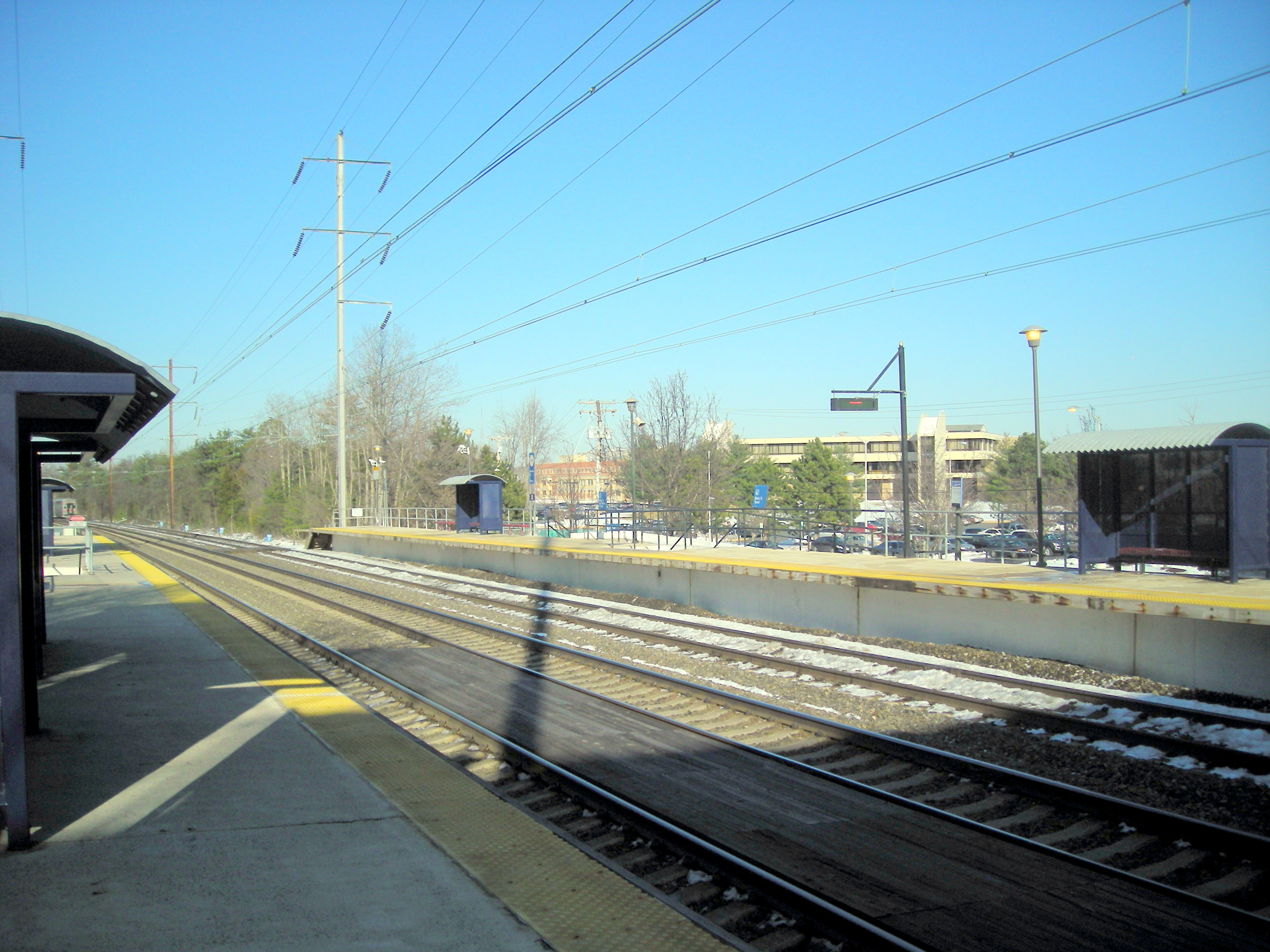
鲍伊州立大学車站

鲍伊州立大学車站是美鐵东北走廊的通勤车站 ，毗邻马里兰州鲍伊市的鲍伊州立大学校區，路線為馬里蘭區域通勤鐵路賓州線，屬於东北走廊的四轨區間。本站兩個側式月台位在軌道外側。 
本站于1989年2月27日开放，取代以南1.1英里（1.8）的舊鮑伊火車站； 本站有停车场（原鲍伊車站无法興建），且通往周边郊区的道路動線更佳。 这是馬里蘭區域通勤鐵路进行的首批大型车站项目之一。